# Eriopyga phaeostigma
Eriopyga phaeostigma là một loài bướm đêm trong họ Noctuidae.